# Ponte di Andújar
Il Ponte di Andújar è un ponte di origine romana situato al km 323,900 del tracciato antico della Strada Nazionale N - IV, che collega Madrid a Cadice. Si trova all'uscita di Andújar, provincia di Jaén (Spagna). È un ponte di grande valore storico e attraversa il fiume Guadalquivir.

## Descrizione
Si tratta, attualmente, di un ponte di 14 archi con volta a botte, due dei quali sono archi a sesto ribassato, di maggiori dimensioni rispetto agli altri. Il materiale usato è la pietra da taglio ricavata dal calcare rosso di Marmolejo. La lunghezza totale del ponte è di 310 m, e la luce dei vani oscilla tra 8 e 20,6 m. È composto da tre fasce, delle quali quella centrale conserva la costruzione romana originale, otto arcate in totale e piccoli archi di alleggerimento. I sei archi rimanenti, inclusi i due più grandi, sono moderni e corrispondono a diverse riparazioni.   
Tra la parte originale e le aggiunte moderne, esiste un contrafforte che, secondo Madoz, sosteneva anticamente un "castello con porta in ferro". 
Il suo stato di conservazione, in parte dovuto al suo uso odierno, non è buono.

## Storia
Non si conosce esattamente la data precisa della sua costruzione, ma potrebbe essere stato realizzato o restaurato al tempo dell'imperatore Settimo Severo, nel secolo III d. C., come si legge in un'iscrizione incisa in una lapide del ponte, trovata durante alcune opere di ristrutturazione nel secolo XIX, per permettere che la carreggiata romana tra Córdoba e Cástulo, che faceva parte della Via Augusta, potesse attraversare il fiume Betis. Da allora è stata una via essenziale di comunicazione della valle del Guadalquivir, e in tempi più recenti è riuscita a sopportare il traffico della Strada Nazionale N - IV.  
Originalmente era composto da 17 archi, anche se due di essi furono eliminati nei restauri del secolo XVIII, e altri quattro vennero sostituiti,  facendone rimanere soltanto 11 di costruzione originale romana. Tra il 1823 e il 1827, si fecero nuovi lavori che ridussero il ponte di un altro arco oltre a sostituire altre sei volte, portando il ponte alla sua struttura odierna.